# Нововавилонське царство

Нововавилонське царство

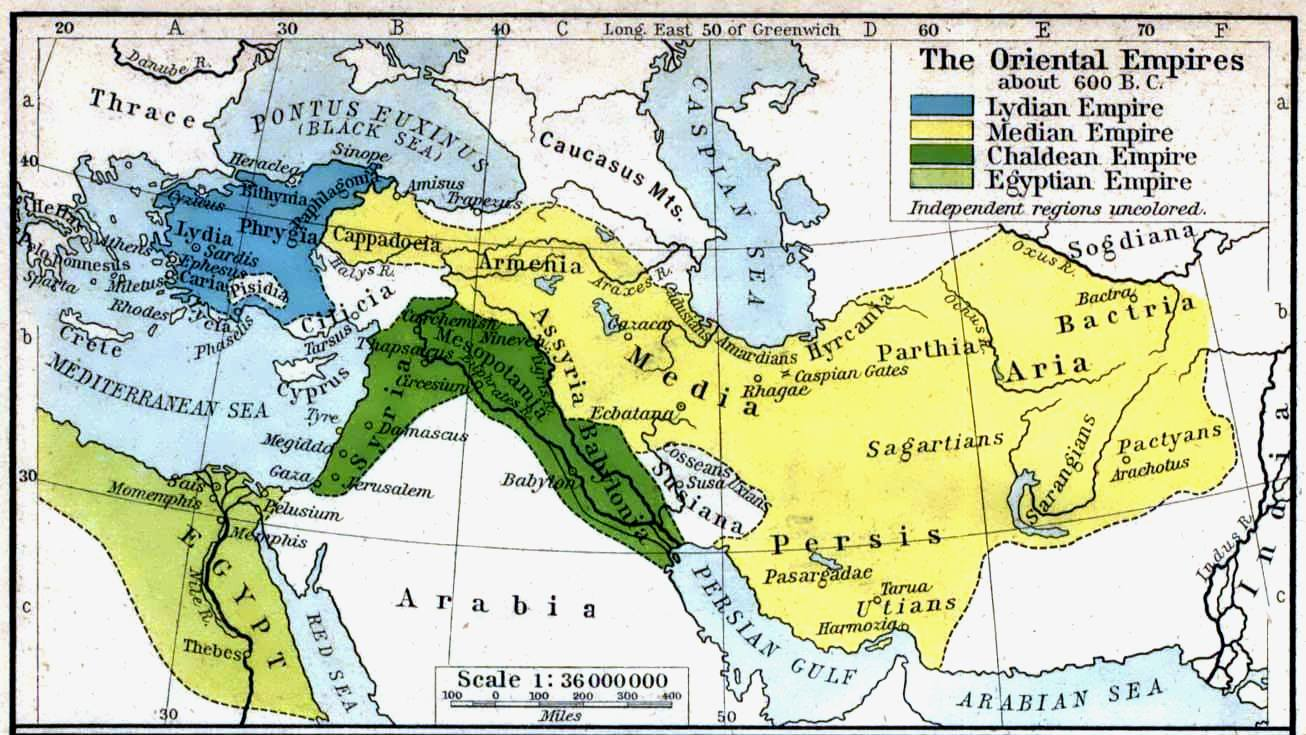
Халдейська імперія (темнозелена)

Нововавилонське царство, Друге Вавилонське царство, Халдейська імперія — історична держава у Межиріччі, що існувала у 626-539 до н. е.

## Історія
До 626 до н. е. Вавилон перебував під владою північного сусіда — Ассирії. Однак ассирійський намісник Набопаласар, з халдейського племені, вирішив відокремитись від Ассирії й стати самостійним правителем. Спочатку лише північна частина Вавилонії була ним підкорена. Тільки до 615 до н. е. вдалося завоювати більшість усіх вавилонських земель, у тому числі великі міста Урук і Ніппур. Набопаласар сприяв падінню Ассирії та розділенню ассирійських теренів разом з мідійським правителем Кіаксаром.
За наступного нововавилонського царя, Навуходоносора II, велись успішні війни з Єгиптом (захоплено більшу частину Сирії та Палестини, а також усю Фінікію). За часів його правління Юдея стала провінцією нововавилонської держави. Двічі, у 597 та 586 до н. е., доводилось підкорювати юдейську землю (востаннє було зруйновано Єрусалим).
Після Навуходоносора деякий час відбувались палацові перевороти, в результаті яких до влади прийшов Набонід. На початку його правління  возвеличилась і стала сильною імперія Ахеменідів. Вавилонський цар намагався вести війни проти Кира II разом з Лідією та Єгиптом.
У 539 до н. е. Вавилон захоплений персами й увійшов до складу держави Ахеменідів. Падінню Нововавилонської держави сприяло невдоволене населення Вавилонії, зокрема, підкорені юдеї. Відтоді Вавилон припинив своє існування як держава.

## Населення
постерігалося помітне зростання населення Вавилонії, кількість відомих поселень збільшилася з попередніх 134 до 182 у нововавилонському періоді, при цьому середній розмір цих поселень також збільшувався. Це зростання населення, ймовірно, було пов'язане зі зростанням добробуту у Вавилонії в поєднанні з переселенням поневолених народів та можливим поверненням народів, які були переселені за часів Новоассирійської імперії. Також спостерігалося різке зростання урбанізації, що змінило тенденцію до руралізації, яку південна Месопотамія переживала з часів падіння Давньовавилонського царства.

## Устрій
Нововавилонське царство було типовою східною демпотією. Уся політична, військова, судова, релігійна влада належала шарю (царю). Нововавилонські царі використовували титули царя Вавилона, царя Шумеру та Аккаду. У написах згадуються «дім спадкоємця», відмінний від «діму царя».
Головний кухар» (раб-нухатіммі) був залучений до управління царським столом, бенкетами та церемоніями.  Машенну, який відповідав за сільськогосподарські справи, зокрема ті, що стосувалися царські маєтки. аб Ша-пан-екаллі (управитель палацу) забезпечував підготовку наказів, рішень, збори знаті тощо. Фінансами, податками, скарбницею опікувався царській скарбник (раб-касірі). 
Держава була поділена на провінції (піхату), які переважно збереглися від Новоассирійської імперії. Найважливішою вважалася провінція Земля Моря (мат тамті). На чолі провінцій стояли намісники (шакін-темі або бел-піхаті), що призначалися безпосередньо царем. Намісника допомагали його заступник (шану), велика кількість писарів (сепіру), перекладачі також відігравали важливу роль. Чиновникам платили натурою, а вищим посадовцям частково сріблом. Містами керували (хазанну). 
При цьому влада вавилонських царів землями поза меж Месопотамії не була настільки жорстка як за часів Ассирії. Керування також здійснювалося через низку васальних володарів. Деякі міста – Ур, Урук, Сіппар, Ніппур і сам Вавилон – мали обмежену автономію у своїх внутрішніх справах, якими керували рада старійшин (пухру). У невеликих містах з великим храмом, таких як Сіппар, Ларса та Аккад, управління храмом та управління місцевістю зливалися — очільник храму (шатамму) чи головний жрець храму (шанґу) керував містом.

### Нововавилонська (халдейська) династія
- 626-605 до н. е.: Набопаласар (Набу-апла-уцур)
- 605-562 до н. е.: Навуходоносор II (Набу-кудуррі-уцур II)
- 562-560 до н. е.: Амель-Мардук
- 560-556 до н. е.: Нерґал-шар-уцур
- 556-556 до н. е.: Лабаші-Мардук
- 556-539 до н. е.: Набонід (Набу-наїд) і Валтасар (співправителі)

## Суспільство
На вершині соціальних сходів стояв шар (цар). Його піддані складали йому клятву вірності (ада). Він також був найбільшим, кілька великих земельних ділянок перебували під прямим царським управлінням по всій Вавилонії. Були також великі володіння, передані іншим членам правлячої родини та вищим сановникам.  
Усі інші поділялися на вільних та рабів. До вищих прошарків вільного суспільства відносилося верховне жрецтво (еріб біті), елітою якого були вавилонські жерці Мардука, вища аристократія (мар бане) міст Вавилон, Борсіппа, Сіппар, Кута, Урук, вожді арамейських і халдейських племен, землевласники, військові очільники, вищі сановники. Слідом йшли провінційна знать, ремісники, торгівці, вільні землероби, орендарі. Вільні вавилоняни організовувалися у клани (біт абі).
Особливий статус мала особлива соціальна група під назвою іккару, які не мали приватної власності, належали землевласнику, були прив'язані до землі, але не могли бути продані.
Ремісники поділялися на вільних та залежних (облатів). Останні могли віддаватися до храмів для служіння певному божеству. Однак вони не вважалися рабами. Крім того, великі храми також володіли рабами, позначеними символом відповідного божества.
Раби (арду або каллу) були цінним ресурсом, який зазвичай продавали за гроші, що дорівнювали кільком рокам доходу оплачуваного працівника. Раби, як правило, походили з земель за межами Вавилонії, ставали рабами через работоргівлю або потрапляли в полон під час війни. Рабинь часто давали як частину посагу, щоб допомогти дочкам вільних чоловіків і жінок у їхньому домі або у вихованні дітей. Утримання рабів було недешевим, оскільки їх потрібно було одягати та годувати. Оскільки вони були дорогими спочатку, багато нововавилонських рабовласників навчали своїх рабів професіям, щоб підвищити їхню вартість, або здавали їх в оренду іншим. Іноді рабам, які виявляли гарне ділове чуття, дозволялося служити в торгівлі або керувати частиною родинної справи.
Рабам на земельних ділянках зазвичай давали контракти та дозволяли працювати самостійно, що робило рабів більш зацікавленими в результатах своєї праці. Деякі раби діяли як довірені особи або молодші партнери своїх господарів. Рабам також дозволялося платити своїм господарям платню (мандатту), що дозволяло їм працювати та жити самостійно.

### Шлюбні відносини
Чоловік вважався господарем будинку (белет біті). Жінки також могли володіти майном, хоча їх рідко викликали як свідків. Вони також могли виступати на публічних зборах. Моногамія стала загальним сімейним устроєм в цей період. Якщо хтось хотів другу дружину, він мав компенсувати свою першу обраницю (якщо у нього не було дітей).

## Право
система правосуддя Нововавилонського царства мало змінилася від тієї, що функціонувала за часів Давньовавилонського царства. Продовжували діяти в трохи зміненому вигляді «Закони Хаммурапі». На вищому рівні існували «царські» та «храмові суди» з більшими юридичними прерогативами. У цих судах суддям (дайянум) допомагали писарі. 
На місцевому рівні судочинство здійснювали пухру (ради старійшин). Декілька місцевих судів очолювали царські представники (сартенну або шукаллу). 

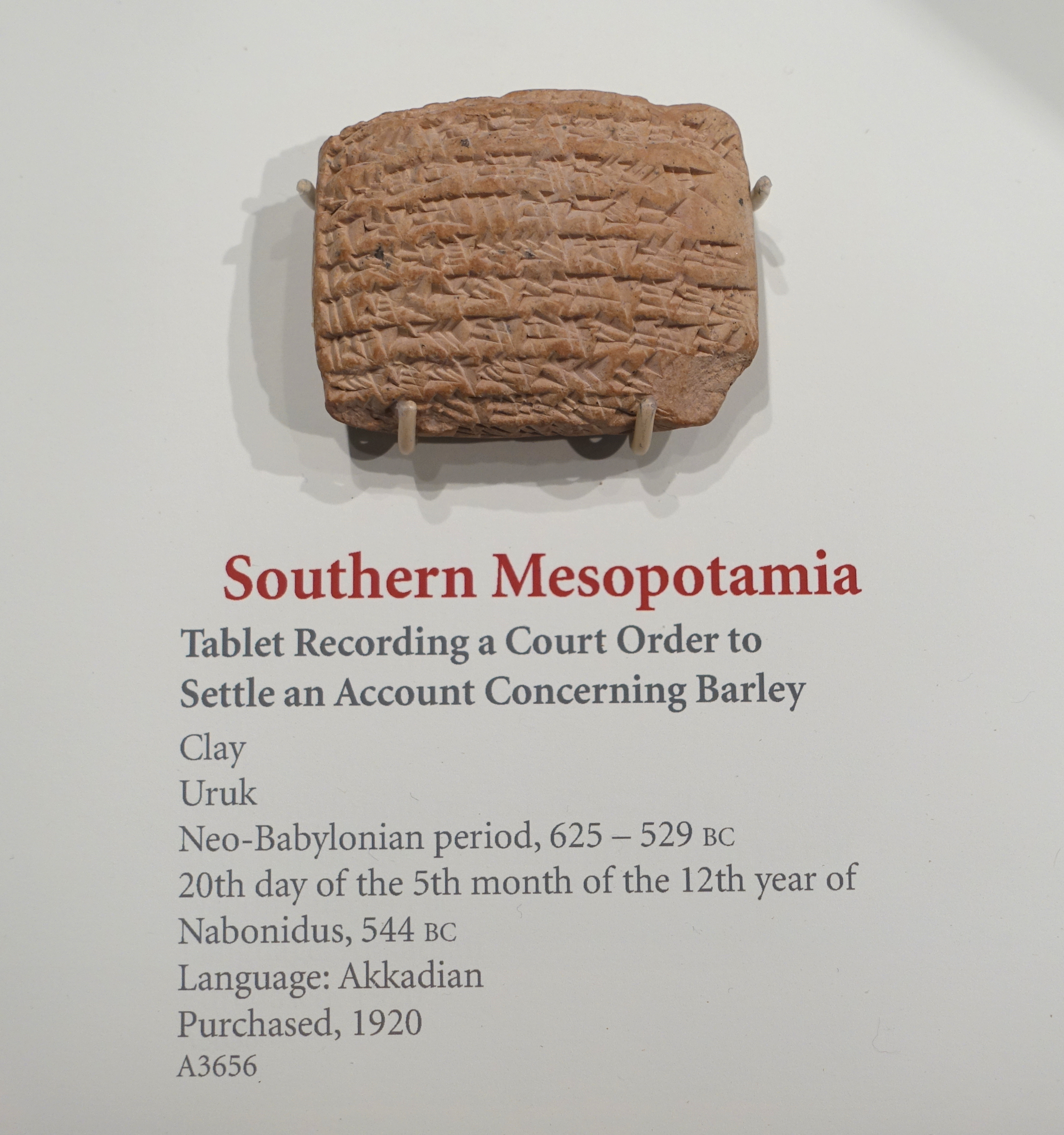
Табличка, що стосується юридичної суперечки щодо ячменю, з Урука, датована правлінням Набоніда

Здебільшого збережені джерела, пов'язані з нововавилонською системою правосуддя, - це таблички з листами та судовими позовами. Ці таблички документують різні юридичні суперечки та злочини, такі як розкрадання, суперечки щодо майна, крадіжки, сімейні справи, борги та спадщина, і часто дають значне уявлення про повсякденне життя в Нововавилонській імперії. Покарання за ці види злочинів та суперечок, здебільшого, було пов'язане з грошима, причому винна сторона сплачувала певну суму срібла як компенсацію. Такі злочини, як перелюб та образу царя чи бога каралися смертю, але збереглося мало доказів того, що смертна кара фактично виконувалася.

## Військо
Власне вавилонське військо збиралося в межах Месопотамії. Основу становила кіннота, колісниці та піхота. Піхота складалася з числа іккару, що збирали з храмових володінь. Також діяло ополчення (ілку), яке збиралося з містян. Останні повинні були постійно вдосконалювати військові навички. під час бойових дій отримували зарплатню в 1 міну на рік. Кожна з провінцій та васальних держав повинна була надати своє військо. також існували підрозділи найманців, зокрема давніх греків з Малої Азії, Криту та Родосу. За збір війська, своєрідну мобілізацію відповідав деку.
На відміну від попередніх періодів нововавилонські царі створили власні відбірні частини (на кшталт гвардії) на чолі яких стояв бел-табіхі (раб-табіхі). 
Переважна більшість піхоти становили лучниками (біт-кашті), кожен з яких мав 40–60 стріл, футлярами для лука та кинджали. Військове начиння для них виготовлялися у храмах у різних аккадських, кіммерійських стилях. Використовувалися бронзові наконечники стріл з втулкою.
Нововавиволнське військо було організоване у 10-річну систему: 10 вояків (реду), 20 вояків (еширту), підрозділи у 50 (кашті), 100 і 1000 вояків. На місцевому рівні війська організовував кіпу.
Вояки під час походів отримували харчі, платню, сіль, олію та пляшки з водою, а також були оснащені ковдрами, наметами, мішками, взуттям, куртками та віслюками або кіньми.

## Економіка
Основними галузями продовжували залишатися зрошувальне землеробство, скотарство, ремісництво і торгівля. Спостерігається також регіональна нерівність: північ Вавилонії (Вавилон, Борсіппа, Сіппар) була більш процвітаючою, оскільки найбільше отримала зиску від царських милостей, тоді як південні міста (Урук, і ще більше Ніппур і Ларса) — меньше.
Розвиток сільського господарства продовжувалося темпами значнішими, ніж в ассирійському періоді. Вавилонські царі відіграли безпосередню роль у зростанні сільського господарства, відновивши мережу каналів, яка була занедбана через політичні нестабільності попередніх століть і зазнала кількох змін у течії Євфрату. Зрошуване землеробство стосувалося переважно двох основних культур, що домінували в Нижній Месопотамії: зернових, головним чином ячменю, та фінікової пальми (пов'язаної з городництвом), вирощування якої розширилося в нововавилонський період завдяки значним прибуткам, які воно могло приносити. 
Люди, які обробляли храмові землі Вавилонії, були здебільшого невільними працівниками, так званими храмовими залежними (шираку), яким зазвичай давали більші робочі завдання, ніж вони могли виконати. У пізніші часи, щоб підвищити продуктивність, храми почали здавати землю орендарям. Їм надавалася частина або всі сільськогосподарські угіддя та поля храму, включаючи храмових залежних та обладнання, в обмін на гроші та фіксовану квоту товарів для постачання храму. Орендарі несли особисту відповідальність за нещасні випадки та невиконання квоти, і існує багато записів про те, як вони відмовлялися або іноді були зобов'язані продавати своє майно та активи храму як компенсацію.
Велику та маленьку рогату худобу, овець, верблюдів, віслюків вирощували переважно на півдні Месопотамії, оазах півночі Аравійського півострова, Сирії, що також перебували під владою царства). Молочні продукти були менш важливими, оскільки тварини були недоступні більшу частину року.
Регіони з болотистим середовищем, непридатними для сільського господарства, використовувалися для полювання на птахів та рибу.
Відомі різні ремесленники: пекарі, бровари, м'ясники, ковалі, ювеліри, гончарі, тесляри, столяри, ткачі, човняри, кравці, чинбарі. Загалом традиції виготовлення краму, харчів зберігалися з інших періодів. Багато ремесел виконувалося в домашньому середовищі, зокрема жінками домогосподарства та рабами або облаті. Це стосується, зокрема, переробки харчових продуктів та ткацтва.
У торгівлі домінували великі організації, які наймали купців (тамкару) для продажу на місці надлишків від своєї виробничої діяльності, головним чином сільськогосподарських культур (зерно, фініки) та худоби (вовну), а також для закупівлі вина, галунів, металів (міді, олова, заліза, срібла) з інших держав. Різні форми та розміри шматків срібла використовувалися в якості платіжного засобу.
Найпоширенішою формою комерційного партнерства була харрану, що передбачала старшого партнера з фінансування та молодшого робочого партнера (який виконував всю роботу, використовуючи гроші, надані старшим партнером). Прибуток від таких ділових підприємств розподілявся порівну між двома партнерами. Ця ідея дозволяла багатим людям використовувати свої гроші для фінансування бізнесу здібних осіб, які інакше не мали б засобів для ведення своєї торгівлі.
Поповнення скарбниці забезпечувалося за рахунок різних податків. Існували деякі непрямі податки, що стягувалися на важливих пунктах перетину, таких як міські ворота, річкові та морські порти, а також мости. Їх збір міг бути довірений приватним підрядникам. Держава також мала велику потребу в людях: солдатах, а також робітниках для виконання важливих цивільних робіт, які вона брала на себе, і для цієї мети вона використовувала систему барщини (урашу)
Військова здобич та велика данина, що надходила до Вавилонії, стимулювало економічне зростання царства.

## Релігія
Мардук був божеством-покровителем міста Вавилон, обіймаючи це місце з часів правління Хаммурапі. Статуя Мардука була фізичним зображенням Мардука, що знаходилося в головному храмі Вавилону — Есагілі. Хоча у Вавилоні було сім окремих статуй Мардука: чотири в Есагілі, одна в Етеменанкі (зикураті, присвяченому Мардуку) та дві в храмах, присвячених іншим божествам, статуя Мардука зазвичай відноситься до головної статуї Мардука, розміщеної на видному місці в Есагілі та використовуваної в міських ритуалах. Самі вавилоняни ототожнювали статую зі справжнім богом Мардуком – бог розумівся як такий, що живе в храмі, серед людей свого міста, а не на небесах. Таким чином, Мардук не розглядався як якась віддалена сутність, а як друг і захисник, який жив поруч. Під час релігійно важливого новорічного свята акіту (в середині березня) у Вавилоні статую виносили з храму та проводили парадами через Вавилон, перш ніж помістити її в меншу будівлю за міськими стінами, де статуя отримувала свіже повітря та могла насолоджуватися краєвидом, відмінним від того, який вона мала зсередини храму. Статуя традиційно була частиною коронаційних ритуалів вавилонських царів, які отримували вавилонську корону «з рук» Мардука під час новорічного свята, що символізувало дарування їм царської влади божеством-покровителем міста.

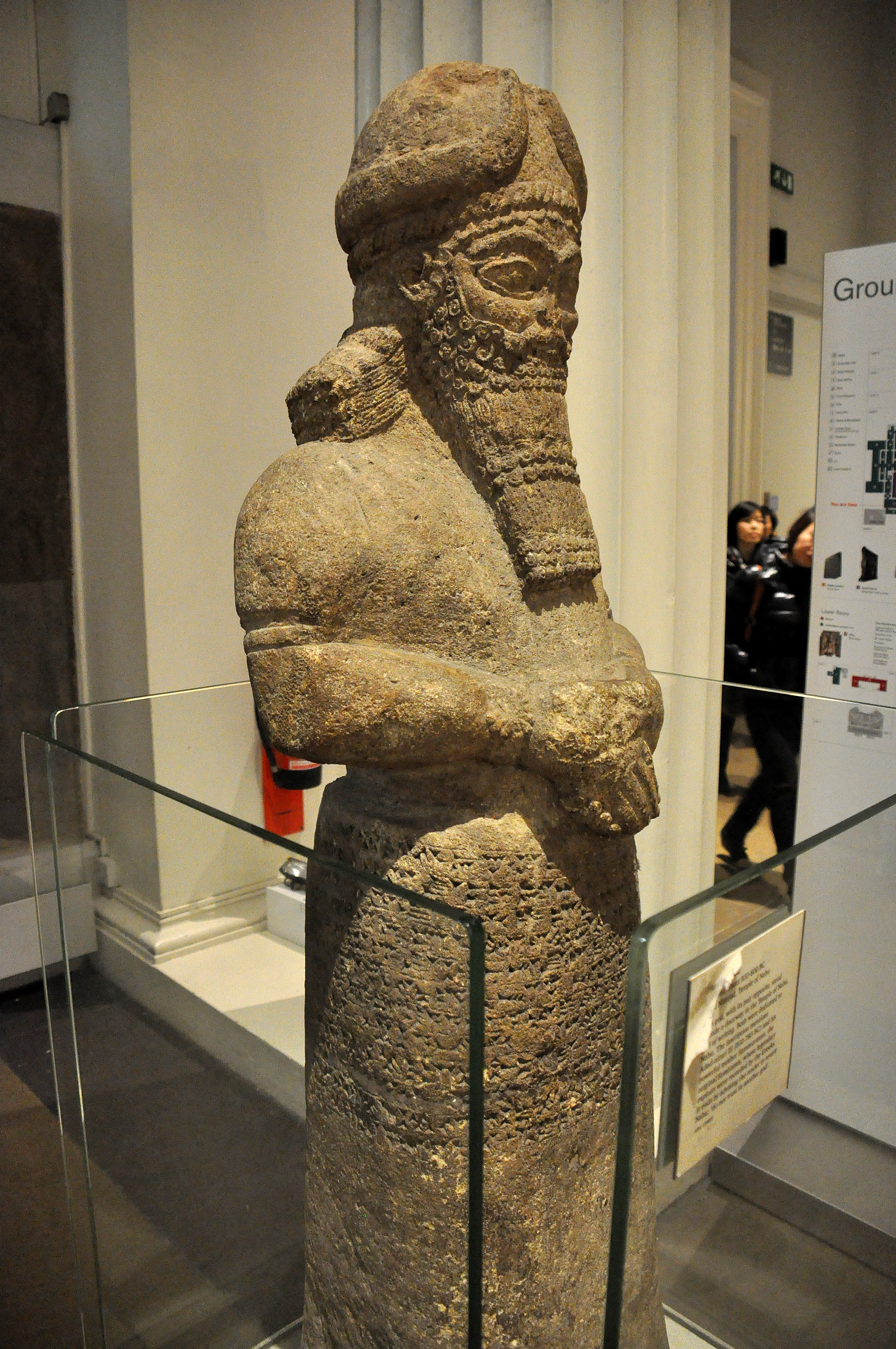
Статуя з храму Набу в Британському музеї

Втім до кінця існування царства все більшої ваги набуває бог Набу, якого до кінця періоду все частіше називали Белом («Господь»). Це також чітко відображається у виборі імен для царів. 
Храми південної Месопотамії були важливими як релігійними, так і економічними центрами. Храми були головним чином установами для догляду за богами та проведення різних ритуалів. Через своє релігійне значення храми були присутні у всіх великих містах, а наявність храму стимулювала торгівлю та зростання населення. Робітники в храмах повинні були бути «придатними» для служби та не були рабами чи храмовими утриманцями.
Нововавилонці також відродили давню аккадську практику призначення царської дочки жрицею бога місяця Сіна.

## Культура

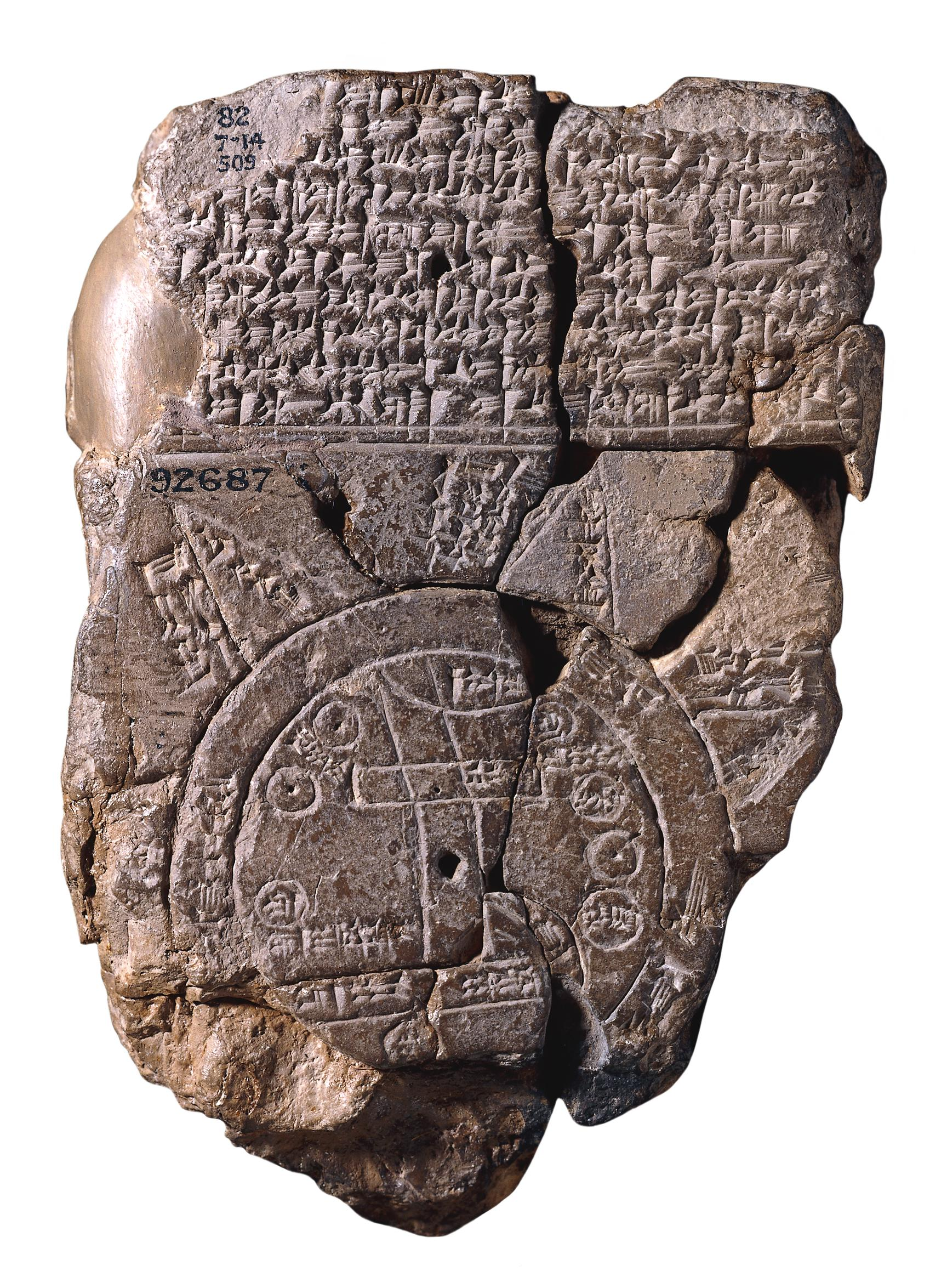
Табличка із зображенням мапи світи з Вавилоном у центрі

Нововавилонські царі проводили дуже традиціоналістську політику, відроджуючи значну частину давньої шумеро-аккадської культури. Навіть попри те, що арамейська мова стала повсякденною мовою, аккадська мова залишалася мовою адміністрування та культури. Клинопис все ще домінував, незважаючи на те, що розвивалося використання абеткового арамейського письма, що написано на папірусі, особливо в царській адміністрації, де писарі, що писали на табличках, були пов'язані з писарями, що писали на папірусі.
Вершиною нововавилонського образотворчого мистецтва, безумовно, було саме місто Вавилон, яке Навуходоносор II зробив одним із чудес світу під час свого мирного, процвітаючого правління. 

### Освіта

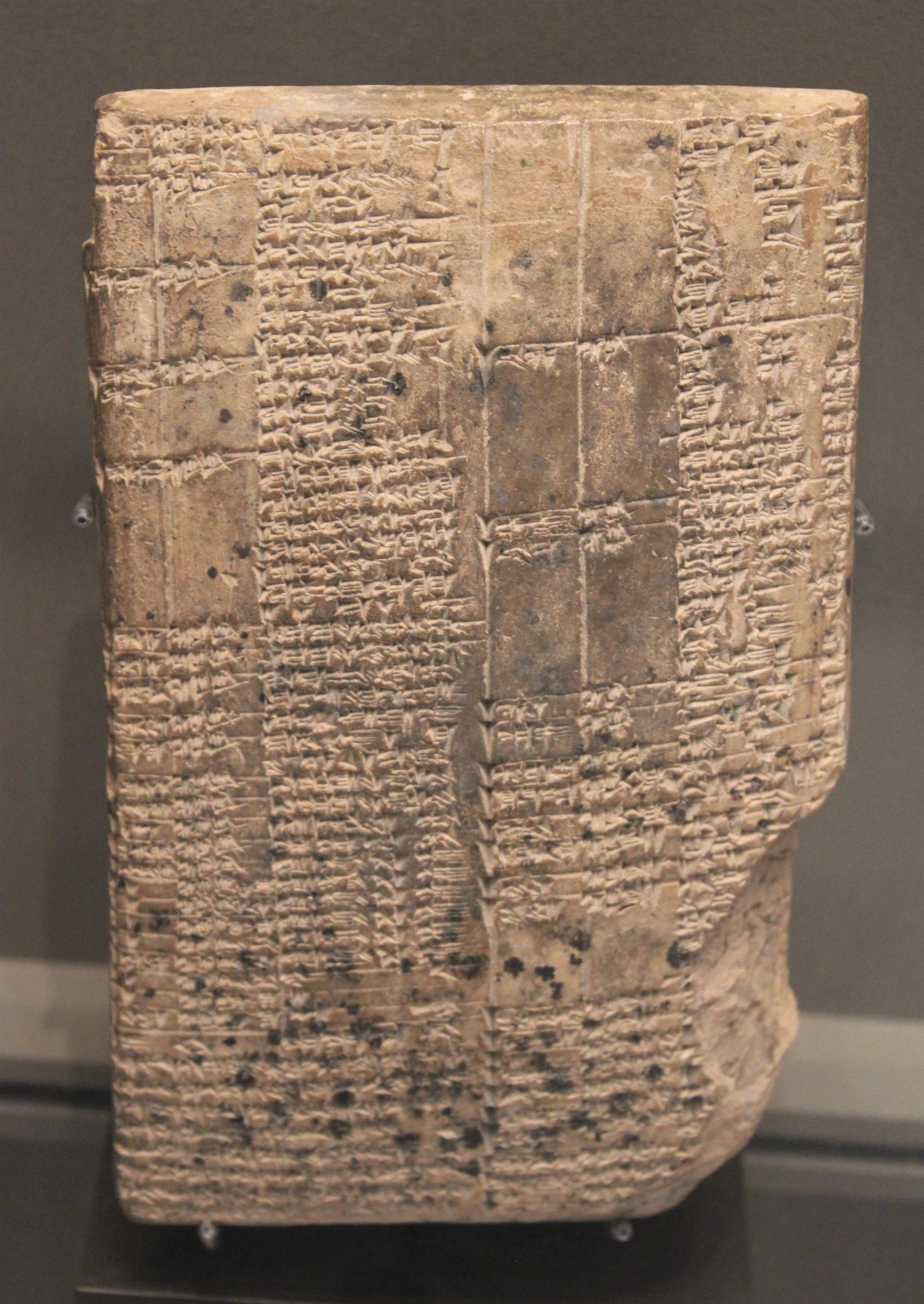
Табличка з лексичного списку á.A = nâqu, що використовується для читання шумерських логограм. Колофон вказує на зберігання таблички в бібліотеці храму Іштар в Уруку (VI століття до н. е.)

Навчання починалося з елементарного рівня, що полягав у копіюванні уривків з лексичних списків, що дозволяло вивчати основні знаки та словниковий запас. Потім наставав вторинний рівень, який також базувався на копіюванні довших лексичних списків, а також уривків з літературних текстів, зокрема тих, що передають вавилонську ідеологію. Наступний рівень дозволяв спеціалізуватися на адміністративних або бухгалтерських працях. 
Значна частина шкільних писань походила з вавилонського храму Набу: це копії текстів з вавилонської традиції, після яких йде колофон, що вказує на те, що вони були присвячені богу учнями-писарями, щоб скористатися його прихильністю; потім їх викинули та використали як засипку під час реконструкції будівлі за Навуходоносора II. На вищому рівні навчальної програми вчені були фахівцями (умману) дисципліни, таємниці якої вони опанували після тривалого навчання.

### Астрономія
Найвідомішою наукою нововавилонського періоду була астрономія. Ця діяльність, яка мала як ассирійські, так і вавилонські попередники, була вдосконалена до середини VII–VI ст. до н.е., настільки, що назва «халдеї» збереглася протягом століть як позначення астрономів та астрологів. Вавилонські вчені могли робити точні розрахунки щодо положення та шляху Сонця, Місяця та інших небесних тіл, а також тривалості ночей і днів, серед іншого. При правлінні царя Навуходоносора II вавилонська астрономія досягла нових успіхів, зокрема був виділений зодіак.

### Мистецтво
Художники нововавилонського періоду продовжували художні тенденції попередніх періодів, демонструючи, зокрема, схожість з мистецтвом Новоассирійської імперії. 

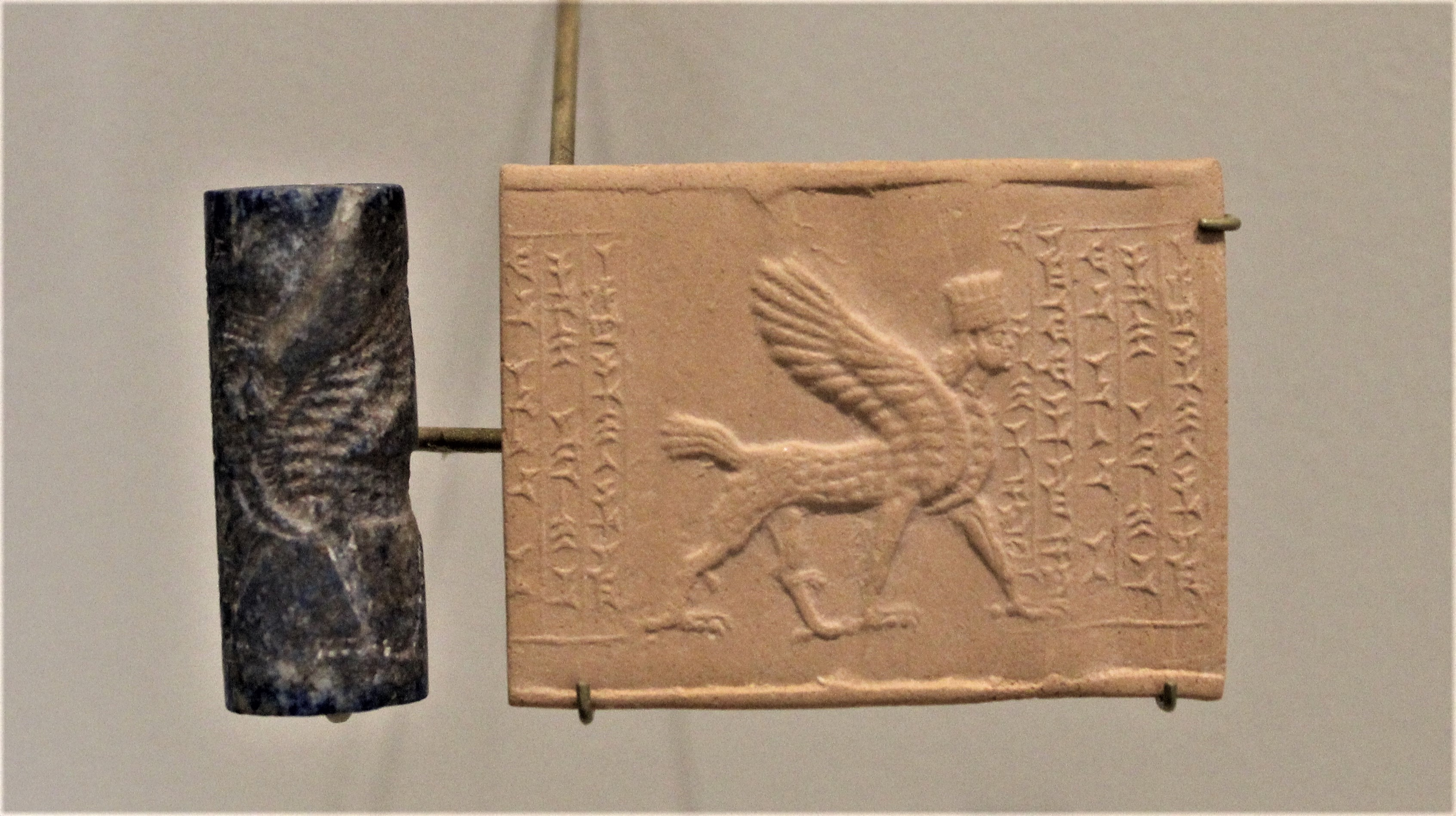
Циліндрична печатка з лазуриту з написом, що належить лікарю.

Циліндричні печатки цього періоду менш деталізовані, ніж у попередні часи, і демонструють чіткий ассирійський вплив у зображених темах. Однією з найпоширеніших сцен, зображених на таких печатках, є герої, іноді зображені з крилами, які ось-ось вдарять звірів своїми вигнутими мечами. Інші поширені сцени включають очищення священного дерева або міфологічних тварин та істот. Відбитки циліндричних печаток - це здебільшого ритуальні сцени, що зображують бородату або поголену головою фігуру перед вівтарем та божественними символами. Вони мають дуже вишуканий стиль, зображуючи мало фігур і символів й залишаючи порожні місця.  Циліндричні печатки все частіше виходили з ужитку протягом нововавилонського століття, зрештою повністю замінені гербовими печатками.

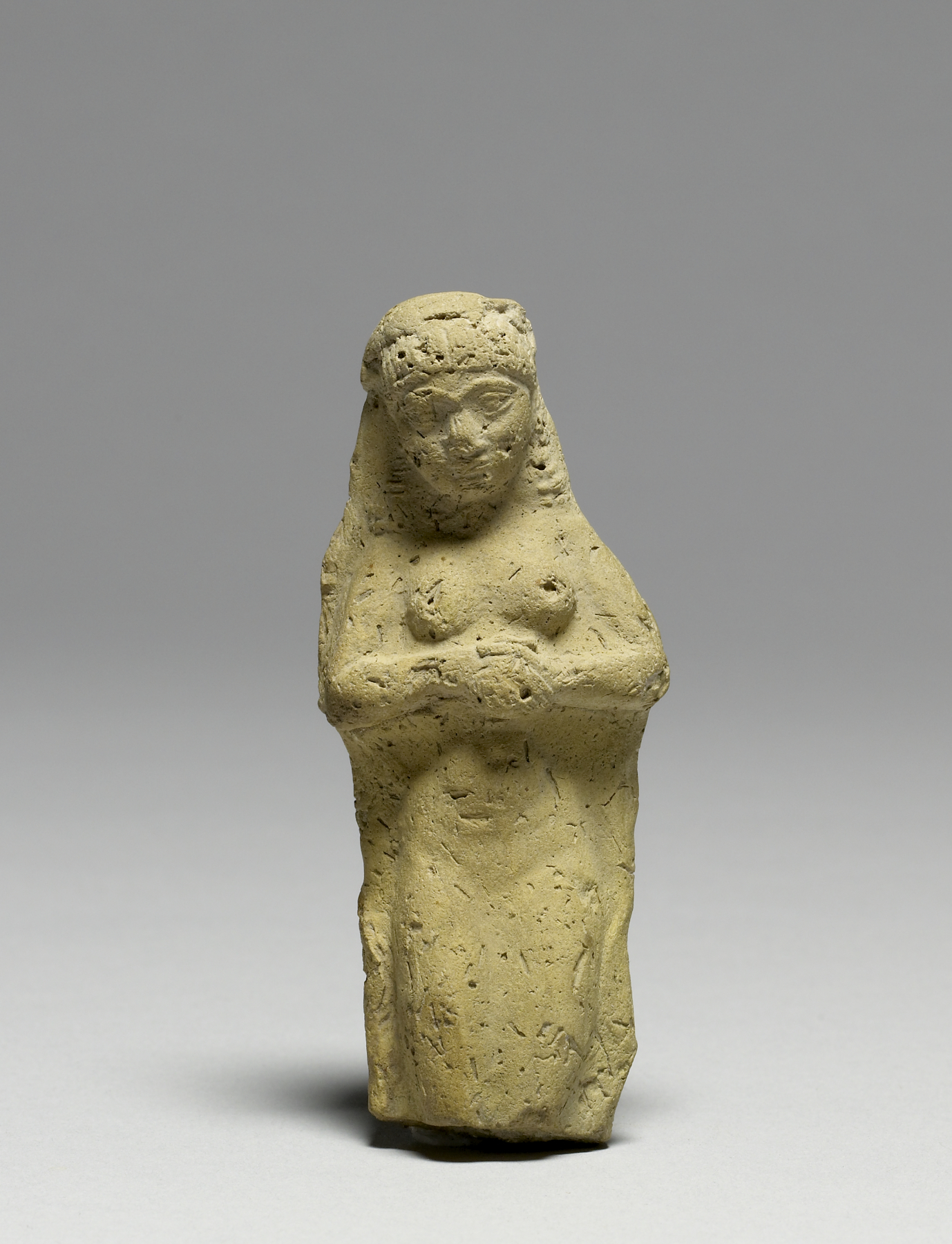
Нововавилонська теракотова статуетка із зображенням оголеної жінки.

Теракотові фігурки та рельєфи, виготовлені за допомогою форм, були поширеними за часів Нововавилонської імперії. Збережені фігурки зазвичай зображують демонів-захисників (таких як Пазузу) або божеств, але також є приклади вершників, оголених жінок, човнів, чоловіків, що несуть вази, та різні види меблів. Теракотові фігурки могли бути священними предметами, призначеними для зберігання в будинках людей для магічного захисту або як прикраси, але вони також могли бути предметами, що пропонувалися божествам у храмах.

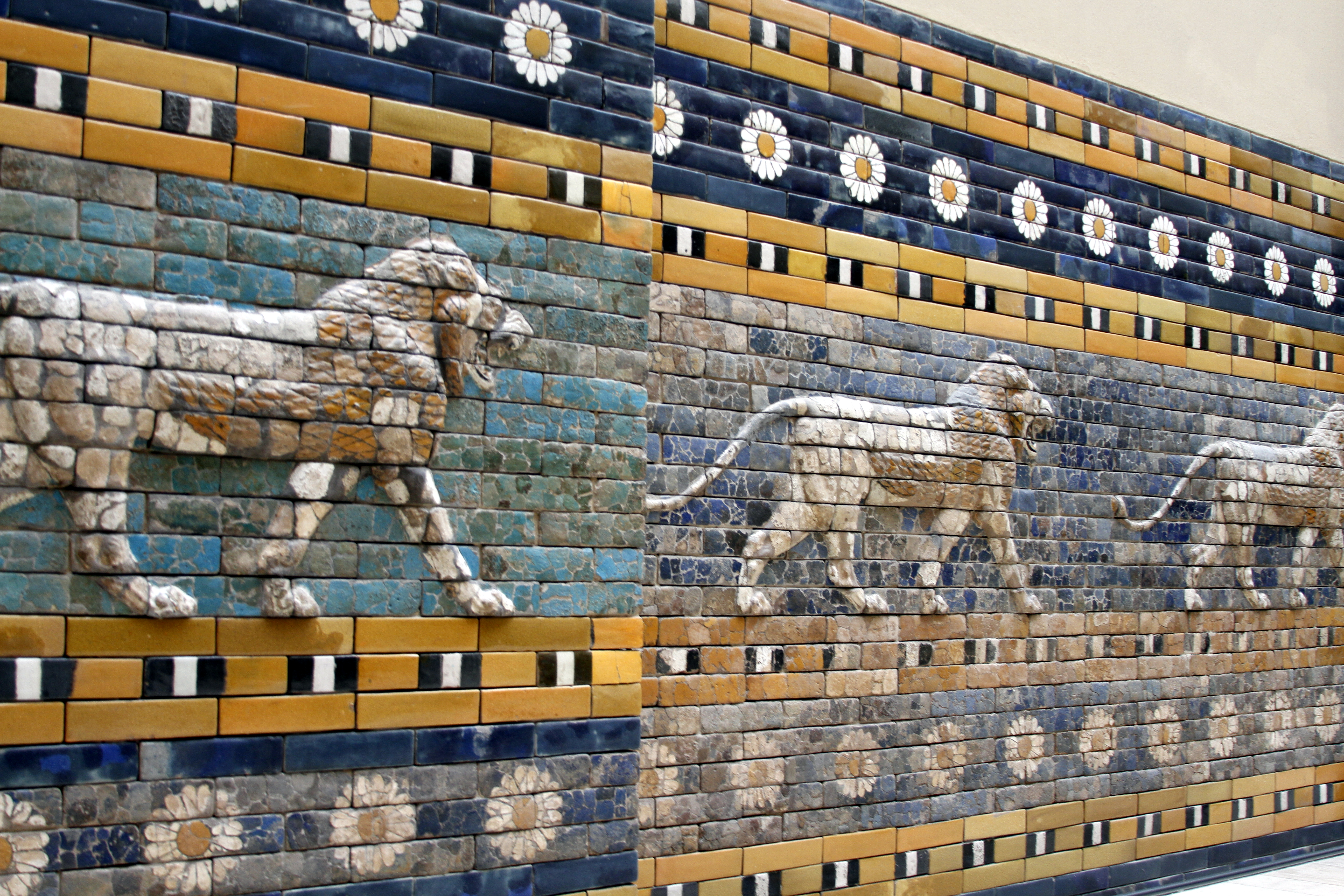
Леви, що крокують вулицею Процесій у Вавилоні

Техніку кольорової глазурі було вдосконалено. У рельєфах, зокрема на брамах Іштар у Вавилоні та вздовж вулиці Процесій (де проходили паради під час релігійних свят у місті), кольорова глазур поєднувалася з цеглою, виліпленою в різні форми, для створення кольорових прикрас. Більшість цих прикрас є символами левів (пов'язаних з богинею Іштар), квітів, мушушу (міфологічної істоти, пов'язаної з богом Мардуком) та волів (пов'язаних з богом Ададом).

### Архітектура

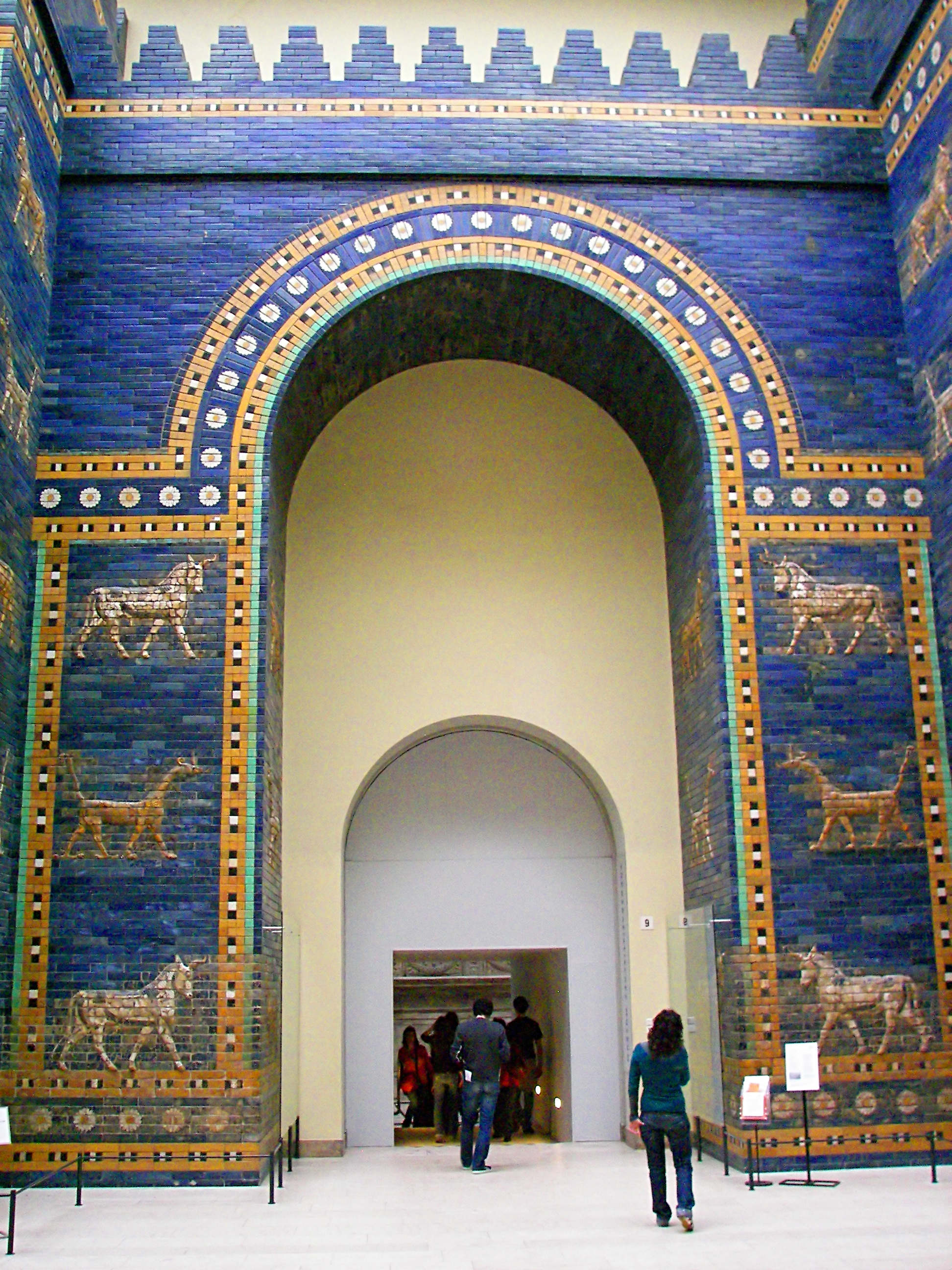
Реконструйовані зовнішні ворота Брами Іштар

Вавилонський цар традиційно був будівельником і реставратором, тому масштабні будівельні проєкти були важливим фактором легітимізації для вавилонських правителів. Монументальна архітектура охоплювала такі будівельні споруди, як храми, палаци, зикурати, міські стіни, вулиці для процесій, штучні водні шляхи та оборонні споруди.

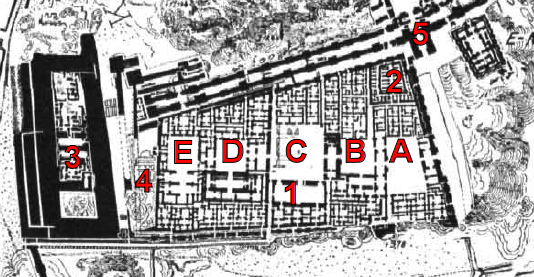
Царський південний палац часів Нововавилонського царства

Єдиними нововавилонськими царськими палацами, які досі знайдено та розкопано, є ті, що знаходяться в самому Вавилоні. Південний палац, що займав кут, утворений міською стіною на півночі та Євфратом на заході, був збудований за царів Набопаласара та Навуходоносора II і складався з п'яти частин, кожна з яких мала власний внутрішній дворик. У центральній з цих частин розміщувалися житлові апартаменти та власне тронна зала, тоді як інші частини були призначені для адміністративних та складських цілей. Палац примикав до центральної вулиці Процесій зі свого східного боку та був сильно укріплений із західного боку (сторони, що звернена до Євфрату).
Навуходоносор II також збудував Північний палац з іншого боку внутрішньої міської стіни. Цей палац також прилягав до вулиці Процесій зі східного боку, але його руїни погано збереглися, тому його структура та зовнішній вигляд не до кінця зрозумілі. У місті також був третій царський палац, Літній палац, збудований на деякій відстані на північ від внутрішніх міських стін у найпівнічнішому кутку зовнішніх стін.

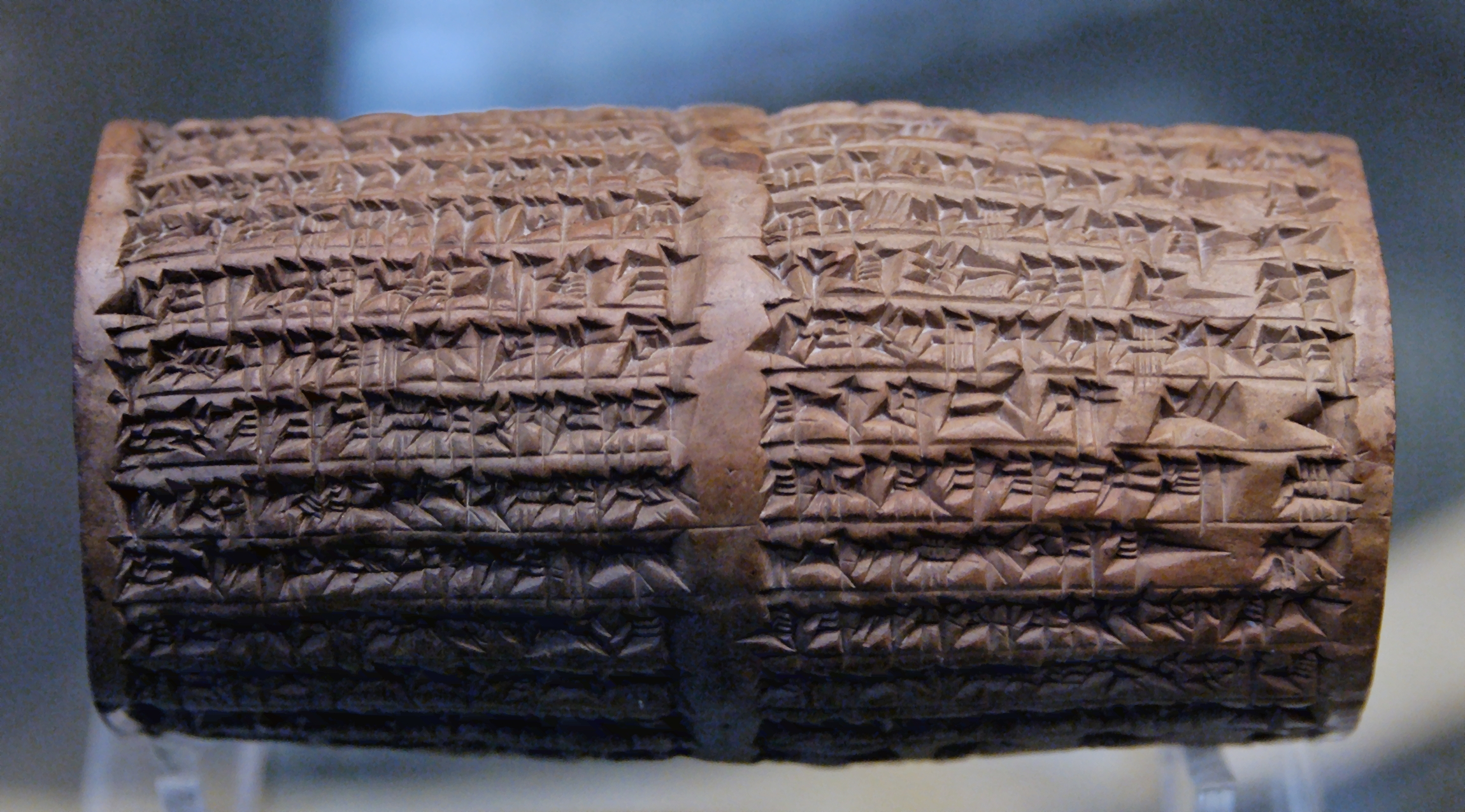
Циліндр Набоніда, виготовлений на честь реставраційних робіт, проведених у храмі, присвяченому богу Сіну в Урі

До стародавніх творів мистецтва часів розквіту імперської слави Вавилонії ставилися з майже релігійною шаною та ретельно зберігалися. Наприклад, коли під час будівельних робіт було знайдено статую Саргона Давнього, для неї було збудовано храм, і їй принесли жертви. Навуходоносор II, намагаючись відновити храм у Сіппарі, мусив проводити неодноразові розкопки, поки не знайшов фундамент Нарам-Суена. Це відкриття дозволило йому належним чином відбудувати храм. 
Нововавилонські храми поєднували риси палаців та житлових будинків. Вони мали центральний двір, повністю закритий з усіх боків, причому головна кімната, присвячена божеству, часто розташовувалася на південь, а вхід до храму знаходився на протилежному боці від цієї головної кімнати. У більшості міст зиккурат розташовувався всередині храмового комплексу, але зикурат у Вавилоні — Етеменанкі — мав власний комплекс та стіни, окремі від стін головного храму міста Есагіли. Деякі храми, такі як храм Нінурти у Вавилоні, мали один двір, тоді як інші, такі як храм Ішхара у Вавилоні, мали менші внутрішні двори на додаток до головного внутрішнього двору.
Хоча багато вулиць для процесій описано в написах нововавилонського періоду, єдиною такою вулицею, яку досі розкопали, є головна вулиця Процесій Вавилона. Ця вулиця проходила вздовж східних стін Південного палацу та виходила з внутрішніх міських стін біля воріт Іштар, проходячи повз Північний палац. На півдні ця вулиця проходила повз Етеменанкі, повертаючи на захід і переходячи через міст, побудований або за правління Набопаласара, або Навуходоносора II. 
Навуходоносор II також збудував два великі стіни, що перетинають місцевість, збудовані з випаленої цегли, щоб допомогти в обороні Вавилонії. Єдина з двох, яку вдалося точно визначити, відома як Хабл-аль-Шар і простягалася від Євфрату до Тигру в точці, де дві річки були найближчими, на деякій відстані на північ від міста Сіппар. Інша стіна, яку ще не знайшли, розташовувалася на сході поблизу міста Кіш. Навуходоносор зосередив свої оборонні будівельні проекти на північній Вавилонії, вважаючи цей регіон найімовірнішим пунктом атаки для своїх ворогів, а також відбудував стіни північних міст, таких як Кіш, Борсіппа та сам Вавилон, залишивши стіни південних міст, таких як Ур та Урук, такими, якими вони були.
Будинки знатних осіб наближаються до 1500 м², середня – понад 400 м², найменші – трохи менше 200 м². Типові житлові будинки Нововавилонського царства складалися з центрального бездахового внутрішнього двору, оточеного з усіх чотирьох боків анфіладами кімнат. Деякі більші будинки містили два або (у винятково великих будинках) три внутрішні двори. Кожна зі сторін внутрішнього двору мала центральні двері, що вели до головної кімнати кожної сторони, з якої можна було потрапити до інших, менших кімнат будинків. Більшість будинків було орієнтовано з південного сходу на північний захід, головна житлова зона (найбільша кімната) розташовувалася на південно-східній стороні. Зовнішні стіни будинків були без прикрас, порожніми та без вікон. Головний вхід зазвичай розташовувався в кінці будинку, найдальшому від головної житлової зони. Будинки людей вищого статусу, як правило, були окремостоячими, тоді як будинки нижчого статусу могли мати спільну зовнішню стіну із сусіднім будинком.
Будинки будувалися переважно з висушеної на сонці глиняної цегли. Випалена цегла використовувалася для певних частин, таких як мощення в кімнатах, які мали контактувати з водою, та у внутрішньому дворику. Дахи були зроблені з глини, загартованої соломою, що вкривала очерет або очеретяні циновки, які, у свою чергу, вкривали місцеві дерев'яні породи.